# Passiflora odontophylla
Passiflora odontophylla je biljka iz porodice Passifloraceae.  Brazilski je endem iz Bahie i Rio de Janeira.
Latinsko ime vrste dolazi od grčkog ὀδούϛ, ὀδóντοϛ odoús, odóntos zub i od φύλλον phýllon list: po listova sa nazubljenim rubom